# Die Schneekönigin

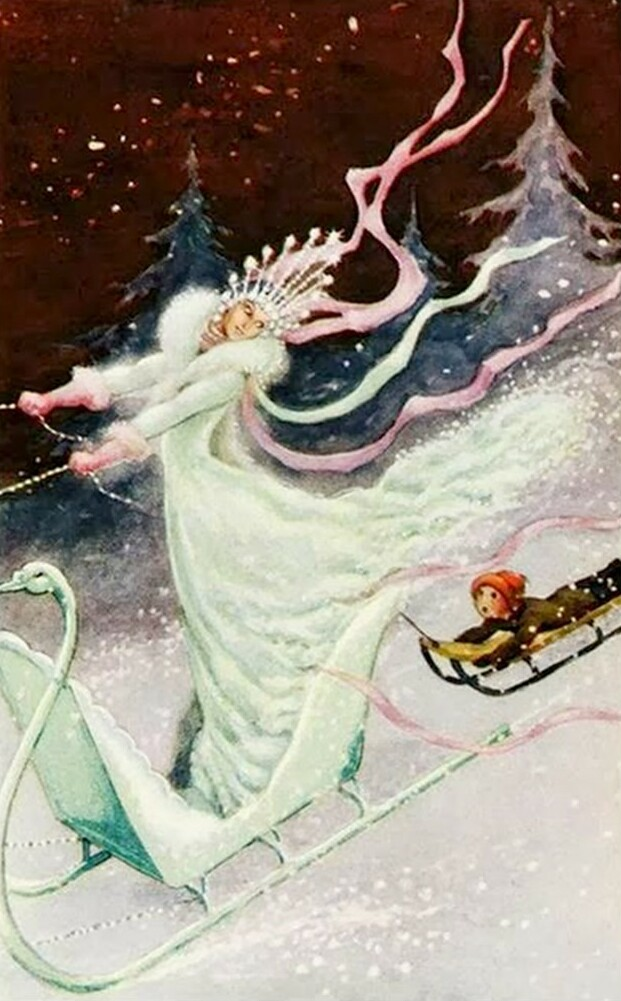
Illustration von Rudolf Koivu

Die Schneekönigin (der dänische Titel lautet: Snedronningen) ist ein Kunstmärchen des dänischen Dichters Hans Christian Andersen, eines seiner längsten und ausgefeiltesten sowie kompliziertesten und vielschichtigsten. Das 1844 veröffentlichte Märchen handelt von einem kleinen Mädchen, das seinen von der Schneekönigin entführten Spielgefährten sucht. Wie viele andere Märchen Andersens thematisiert auch dieses das kleine Glück der einfachen, guten Leute und ist humorvoll und ironisch. Die Suche des Mädchens spielt sich in traumartigen Szenerien ab.

## Handlung
Vor langer, langer Zeit erschuf ein Teufel einen Spiegel, der die Eigenschaft hatte, „dass alles Gute und Schöne, was sich darin spiegelte, fast zu Nichts zusammenschwand; aber das, was nichts taugte und sich schlecht ausnahm, das trat recht hervor und wurde noch ärger. […] Ging nun ein guter, frommer Gedanke durch einen Menschen, dann kam ein Grinsen in den Spiegel […]“. Eines Tages, als man den Spiegel zum Himmel, zu den Engeln und Gott bringen wollte, da erzitterte der Spiegel, je höher er kam, umso fürchterlicher in seinem Grinsen, dass er bald nicht mehr zu halten war, aus den Händen fiel und in viele tausend Stücke zersprang, große und kleine, die, je nach Verwendung durch die Menschen, viel Ärger und Verwirrung stifteten. Trafen sie einen im Herzen, so wurde es so kalt wie Eis, und trafen sie einen in die Augen, so sah er alles um sich herum nur noch verkehrt, oder hatte nur noch Augen für das, was an der Sache verkehrt war. So verteilten sich die Splitter des Zauberspiegels über die ganze Welt.
Für die Nachbarskinder Kay und Gerda gibt es im Sommer nichts Schöneres, als unter den beiden Rosenbüschen zweier Pflanzkästen, die über die Dachrinne gelegt beide Dachwohnungen verbanden, zu spielen, zu träumen und den Geschichten der Großmutter zuzuhören. Kay wird von Splittern des Zauberspiegels getroffen: Ein Splitter trifft sein Herz, das sich in einen Eisklumpen verwandelt. Ein anderer Splitter gerät ihm ins Auge, und er findet das Schöne nur noch hässlich. Nicht nur, dass er sogleich die Rosen abreißt, die er wurmig findet, er verspottet Gerda, ist rüpelhaft gegen alle, die es gut mit ihm meinen, und schließt sich Straßenjungen an.
Im Winter ist es der größte Spaß der Jungen, ihre Schlitten an vorbeifahrende Kutschen anzuhängen. Als die prächtige Kutsche mit der weiß bepelzten schönen Schneekönigin vorbeifährt, hängt Kay sich an und wird entführt. Die Königin zieht ihn zu sich in die Kutsche. Die Kälte ihres Kusses tötet ihn beinahe, aber er spürt es nicht. Er verfällt ihrer kalten Schönheit und plappert stolz, „dass er sogar Kopfrechnen mit Brüchen“ könne. Nun lebt er in einem kalten Traum in ihrem Palast.
Als er im Frühling immer noch nicht zurück ist, beschließt Gerda, ihn zu suchen. In einem Boot treibt sie stundenlang einen großen Fluss abwärts, bis sie bei einer guten Zauberfee landet, einer alten Frau, die in einem Häuschen inmitten prächtiger Sommerblumen wohnt. Sie ist einsam und lässt Gerda ihr Vorhaben vergessen, sodass diese viele Monate sorglos in dem Garten verbringt. Als sie sich wieder erinnert und aus dem ewigen Sommergarten flieht, ist es schon Spätherbst.
Im Laufe ihrer Suche kommt sie dank der Hilfe zweier Krähen in ein königliches Schloss. Prinz und Prinzessin, die von ihrer Geschichte gerührt sind, versehen sie mit Winterkleidern, darunter einem Muff, und stellen ihr für die Weiterreise eine goldene Kutsche mit Bediensteten zur Verfügung.
In einem Wald wird die Kutsche von Räubern überfallen und alle Bediensteten werden ermordet. Die Räubermutter möchte Gerda braten, doch hat sie eine recht wilde Tochter, die von Gerdas Kleidern und auch ihrer natürlichen Anmut fasziniert ist und das hilflose Mädchen in ihre Obhut nimmt, nicht ohne sie mit ihrem langen Messer zu kitzeln. Auch sie lässt sich durch Gerdas Geschichte erweichen. Sie schenkt Gerda ihr Lieblingsrentier, das recht froh ist, den Messerspielchen entronnen zu sein, und lässt sie weiterziehen.
Mit der Hilfe weiser Frauen, einer Lappin, danach einer Finnin, findet Gerda schließlich das Schloss der Schneekönigin, eine Ansammlung hunderter leerer kalter Eissäle, alle von kaltem Nordlicht erhellt. Im größten Saal, der mehrere Meilen lang ist, ist der Thron der Königin. Hier schleppt Kay, fast schwarz gefroren vor Kälte, die er wegen seines Eisklumpens im Herzen und des Kusses der Königin nicht spürt, Eisplatten herum und versucht vergeblich, das Wort „Ewigkeit“ zu legen. Es ist das Verstandesspiel. Wenn ihm das gelänge, so hatte es die Schneekönigin versprochen, so solle er sein eigener Herr werden und ihm die ganze Welt geschenkt werden. Er weiß aber nicht, wie er es schaffen soll. So legt er ständig rätselhafte Muster. Der Splitter im Auge bewirkt, dass er die Figuren ausgezeichnet und von höchster Wichtigkeit findet.
So findet ihn Gerda vor. Kay erkennt sie nicht einmal. Gerda weint um ihn und die heißen Tränen lassen sein Eisherz schmelzen. Als er sie nun erkennt, bricht auch er in Tränen aus, so dass der Splitter aus seinem Auge rollt. Von selbst erscheint das Wort „Ewigkeit“ und die beiden können davonziehen. Als sie schließlich zu Hause ankommen, sind sie erwachsen geworden.

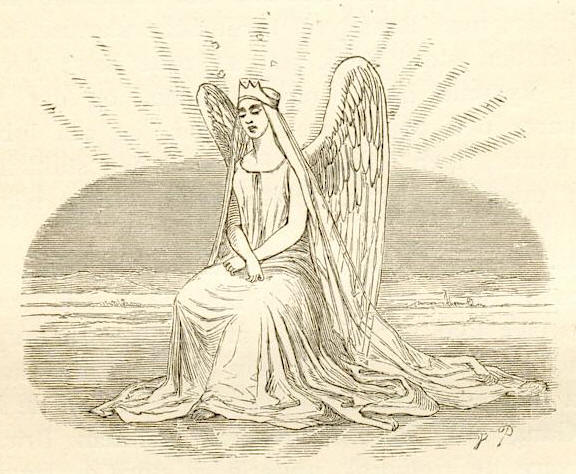
Erste Illustration von Vilhelm Pedersen

## Kritik
Dieses „Märchen in sieben Geschichten“ fand in Dänemark wenig Resonanz und wurde als nicht für Kinder geeignet dargestellt. In Deutschland wurde das Märchen 1846
mit Illustrationen von Otto Speckter veröffentlicht. Lobend waren einige Kritiken, andere bemängelten die fehlende „Naivität und Naturwahrheit“.

## Bearbeitungen

### Verfilmungen
- 1957: Die Schneekönigin (Sneschnaja korolewa), UdSSR, Zeichentrickfilm, Regie: Lew Konstantinowitsch Atamanow
- 1964: Die Schneekönigin, BRD, Fernsehfilm, Regie: Wolfgang Spier
- 1967: Die Schneekönigin (Sneschnaja korolewa), UdSSR, Märchenfilm, Regie: Gennadi Kasanski
- 1971: Pixi im Wolkenkuckucksheim, Japan, Anime-Serie nach Motiven mehrerer Märchen von Hans Christian Andersen; Folge 50–51: Die Schneekönigin
- 1975: Die Schneekönigin, DDR, Theateraufzeichnung des Fernsehens der DDR aus dem Berliner Theater der Freundschaft, Regie: Heiner Möbius
- 1986: Die Schneekönigin (Lumikuningatar), Finnland, Märchenfilm, Regie: Päivi Hartzell; ergänzt das Märchen um eine Rahmenhandlung
- 1995: Die Schneekönigin (The Snow Queen), USA, Zeichentrickfilm, Regie: Martin Gates
- 2002: Die Schneekönigin, USA, Märchenfilm, Regie: David Wu
- 2003: WunderZunderFunkelZauber – Die Märchen von Hans Christian Andersen, Dänemark, Zeichentrickserie; Folge 25–26: Die Schneekönigin
- 2010: Lumekuninganna, Estland, Spielfilm, Regie: Marko Raat; hier wird die Schneekönigin als todkranke Frau dargestellt
- 2012: Die Schneekönigin – Eiskalt verzaubert, Russland, Animationsfilm (es gibt drei Fortsetzungen: 2014, 2017 und 2019)
- 2013: The Snow Queen, USA, Spielfilm, Regie: Rene Perez; Zukunftsgeschichte nach Motiven des Märchens
- 2013: Die Eiskönigin – Völlig unverfroren (Frozen), USA, computeranimierter Trickfilm von Disney, der lose auf Andersens Erzählung basiert
- 2014: Die Schneekönigin, Deutschland/Finnland, Märchenfilm der ZDF-Filmreihe Märchenperlen, Regie: Karola Hattop
- 2015: Die Schneekönigin (Тайна снежной королевы - Tajna sneschnoj korolewy (Das Geheimnis der Schneekönigin)), Russland, Märchenfilm, Regie: Natalja Bondartschuk, der Andersens Vorlage frei interpretiert
- 2019: Die Eiskönigin 2 (Frozen 2), USA, computeranimierter Trickfilm von Disney, der wie der erste Teil lose auf Andersens Erzählung basiert

Die Eiskönigin (1938) (Originaltitel: Happy Landing), amerikanischer Spielfilm von Roy Del Ruth, behandelt nicht das Märchen, sondern eine Trivial-Geschichte.

### Inszenierungen und literarische Bearbeitungen
Zu diesem Märchen sind neben den zahlreichen Filmen und Theaterinszenierungen auch Musical, Kinderopern und viele Hörspiele inszeniert worden.
1980 veröffentlichte Joan D. Vinge ihren Science-Fiction Roman Snow Queen, dessen Inhalt lose auf dem Märchen basiert.
Der Erfurter Komponist und Produzent Leo Sandner (alias Jens Stümpfl), Schüler von Wolf-Günter Leidel (Weimar), schrieb Musik und Libretto zu einem Musical Die Schneekönigin (1997).
Am 28. April 2006 hatte im Freiburger Konzerthaus zudem die romantische Vertonung von Wolfgang Roese für großen Chor, Symphonieorchester und Sprecherin mit über 200 Mitwirkenden Weltpremiere. Außerdem existiert eine Dramatisierung des Schauspielers und Regisseurs Wolfram Mehring, die er mehrmals selbst inszeniert hat.
In stark abgewandelter Form verwendete der niederländische Schriftsteller Cees Nooteboom das Märchen als Bestandteil seines Romans In den niederländischen Bergen (1984). Er ist aus der Perspektive eines spanischen Straßenbauinspektors erzählt, der in seiner Freizeit Bücher schreibt und eine veränderte Fassung des Märchens zu Papier bringt. Diese spielt in moderner Zeit und in einer utopischen Variante der Niederlande, die sich bis weit in den Süden erstreckt. Ähnlich wie das zugrunde liegende Kunstmärchen reflektiert Nootebooms Roman Glück und Schönheit, zugleich jedoch auch den Prozess des Schreibens und die Unterschiede literarischer Gattungen. Dem Buch ist als Motto ein Zitat Andersens vorangestellt, und es enthält eine Szene, in der der Erzähler mit Andersen über das Ende seines Werks diskutiert.
Astrid Lindgrens Ronja Räubertochter hat einen Bezug zum Räubermädchen aus der Schneekönigin, das ebenfalls mitfühlender ist als ihre räuberischen Eltern und auch in einem „auseinandergeborstenen Schlosse“ wohnt.
Die erste Kinderoper Die Schneekönigin schrieb die deutsche Komponistin Esther Hilsberg im Jahre 2002/2003, sie wurde am 6. September 2003 beim Festival Hohenloher Kultursommer uraufgeführt. In der Folge erlebte diese Kinderoper über 30 Aufführungen am Theater Halberstadt sowie über 50 Vorstellungen an der Kammeroper Köln. Im Januar 2012 wurde sie am Festspielhaus Baden-Baden aufgeführt.
In Zusammenarbeit mit der holländischen Autorin Sophie Kassies formte der Komponist Daan Manneke den Stoff 2003 zu einer Kinderoper um, deren deutsche Erstaufführung 2010 in Hannover stattfand.
Pierangelo Valtinoni schuf eine weitere Kinderoper, die 2010 in Berlin uraufgeführt wurde.
Das Lied Schneekönigin (2005) von Subway to Sally thematisiert das Märchen am Rande. Durch dieses Märchen inspiriert ist das Lied Königin aus Eis (2008) von Alexander Veljanov.
2004 inszenierte Frank Castorf mit Bühnenbild und Kostümen von Bert Neumann das Märchen als Meine Schneekönigin an der Volksbühne Berlin. In Koproduktion mit der Hans Christian Andersen 2005 Foundation wurde dieses dramaturgisch im Zusammenhang mit Andersens Autobiografie Das Märchen meines Lebens präsentiert.
Die Schneekönigin als Theaterstück mit Musik kam ab 2006 auf die Bühne. Das Werk stammt von Franziska Steiof mit Musik von Thomas Zaufke.
2009 wurde die Schneekönigin als Winter-Musical im Berliner Friedrichstadt-Palast aufgeführt. Premiere war am 15. November.
In der Saison 2010/2011 führte die musicalbühne in Nürnberg eine eigene Musical-Version auf, die Premiere war am 3. November 2010.
Im November/Dezember 2010 lief eine Theaterinszenierung im Wiesbadener Staatstheater; mit eigenen Kompositionen wurde das Stück speziell für Kinder auf die Bühne gebracht.
Im Dezember 2011 hatte die Produktion Die Schneekönigin im Kinder-Buch-Theater des Bayerischen Staatsschauspiels im Münchner Marstalltheater Premiere.
Am 5. Februar 2012 fand die Uraufführung von Die Schneekönigin – Das Musical im Tivoli Freiberg statt. Die Produktion, ein Musical für die ganze Familie mit eigens komponierten Songs von Sebastian Dierkes und Laura Duhs-Niepold (Bella Donna Production), tourt seither durch Deutschland.
Seit 1957 steht Die Schneekönigin von Jewgeni Schwarz in jedem Jahrzehnt einmal auf dem Spielplan des Theater an der Parkaue in Berlin. Im Oktober 2013 fand die Premiere der Inszenierung von Susanne Sachsse statt.
Das Theater mit Horizont brachte im Jahr 2015 eine eigene Fassung der Schneekönigin heraus. Das Stück stammt von Angela und Clemens Handler sowie Gernot Kogler.
Marius Felix Lange komponierte die Oper Die Schneekönigin als Auftragswerk der Junge Oper Rhein-Ruhr, die Uraufführung fand am 23. April 2016 in der Deutschen Oper am Rhein Duisburg statt.
Das auf Familienmusicals spezialisierte Theater Liberi lancierte im Jahr 2016 eine Version von Die Schneekönigin mit eigener Musik und eigenem Text. Die Musik stammt von den beiden Hauskomponisten Hans Christian Becker und Christoph Kloppenburg.
Im November 2016 hatte das Kindermusical Die Schneekönigin und die Suche nach dem kleinen Glück im Wintergarten Berlin Premiere. Nicht nur das Buch, sondern auch die neukomponierte Musik und Liedtexte stammen von Bijan Azadian.
2018 schrieb David Philip Hefti im Auftrag des Tonhalle-Orchesters Zürich zu dessen 150-Jahr-Jubiläum eine halbszenische musikalische Erzählung. Das Libretto stammt von Andreas Schäfer (Schriftsteller). Die Uraufführung fand am 11. November 2018 in der Tonhalle Maag Zürich statt.
Im Februar 2019 brachte die Dance Academy Schweinfurt eine von Nathalina Maldonado selbst inszenierte Fassung als Ballett in drei Akten auf die Bühne der Schweinfurter Theaters.
Der dänische Komponist Hans Abrahamsen hat zusammen mit Henrik Engelbrecht das Libretto für seine erste Oper Snedronningen (The Snow Queen) geschrieben. Diese Oper wurde am 13. Oktober 2019 in Kopenhagen in der dänischsprachigen Fassung uraufgeführt. Die englischsprachige Fassung wurde übersetzt von Amanda Holden und hatte am 21. Dezember 2019 Premiere an der Bayerischen Staatsoper.